# پل ینسن
پل ینسن (دانمارکی: Poul Jensen; ۲۸ مارس ۱۹۳۴) بازیکن فوتبال اهل دانمارک بود.
از باشگاه‌هایی که در آن بازی کرده‌است می‌توان به باشگاه فوتبال وایله بلدکلوب اشاره کرد.
وی همچنین در تیم‌های ملی فوتبال زیر ۲۱ سال دانمارک و دانمارک بازی کرده‌است.